# Fra kunstens verden
Fra kunstens verden er en dansk eksperimentalfilm fra 1995, der er instrueret af Henrik S. Holck, Vicky Steptoe og Laila Clausen efter manuskript af Henrik S. Holck.

## Handling
Et eventyr om en kunstner. En ung kunstmaler optages som elev på Kunstakademiet. Han ser alt i cirkler, men manipuleres til at male firkanter - professoren narrer ham dog til sidst. Historien stiller spørgsmålstegn ved, om kunst kan læres, og sætter fokus på ensretningen indenfor kunsten i verden og udenfor.